# Erlweinspeicher

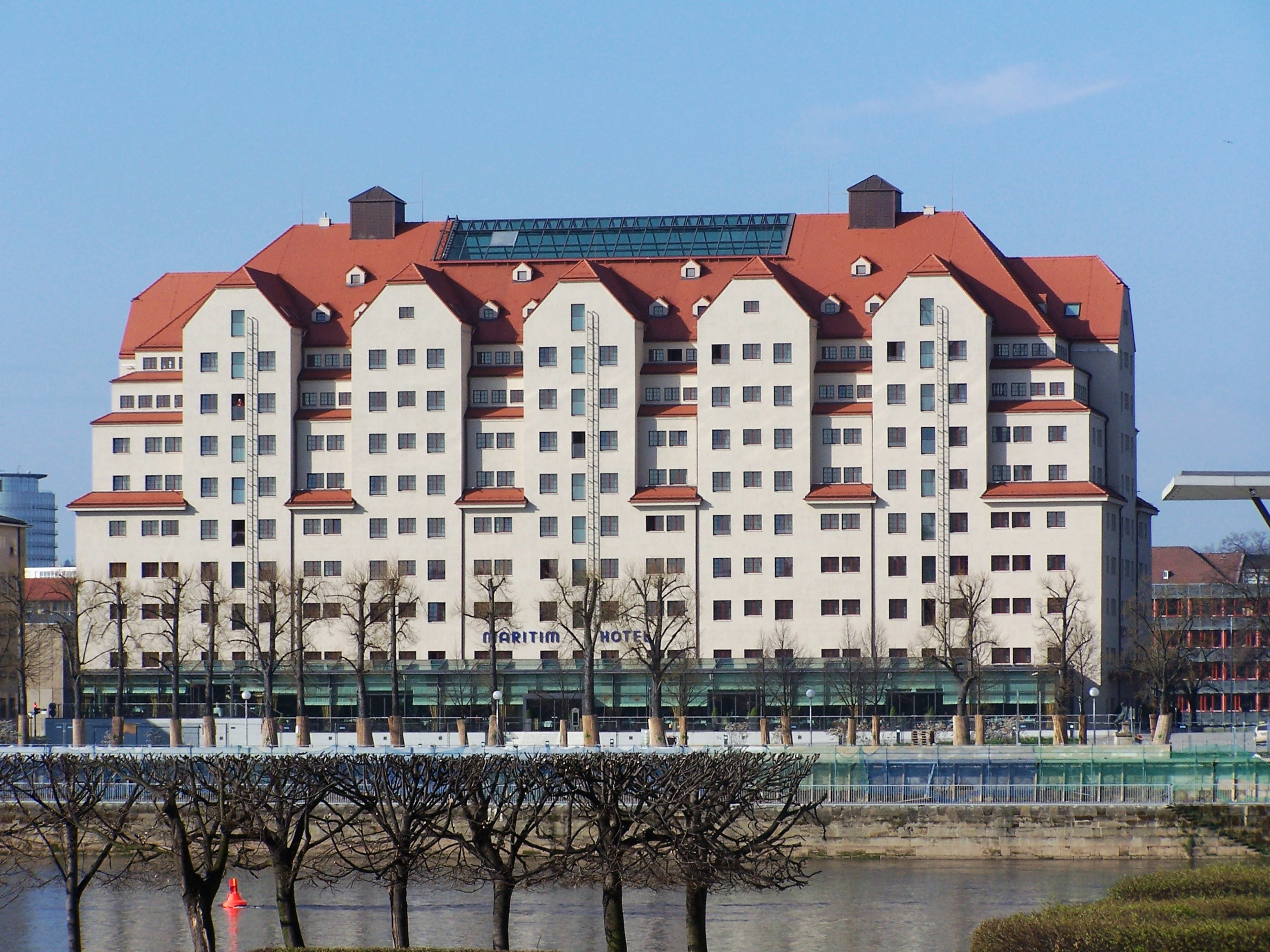
Renovierter Speicher vom gegenüberliegenden Elbufer aus

Der Erlweinspeicher ist ein ehemaliges großes Lagerhaus in der Nähe des historischen Stadtkerns von Dresden. Das Gebäude gehört zu den architektonischen Sehenswürdigkeiten der Stadt. Es steht in direkter Blickbeziehung zu Semperoper, Zwinger und Brühlscher Terrasse.

## Geschichte
Als Relikt der industriellen Ära ist der zwischen Landtag und Kongresszentrum gelegene Speicher das älteste Gebäude des Ensembles Neue Terrasse.
Der Erlweinspeicher wurde in den Jahren 1913 und 1914 als städtischer Speicher für die Lagerung von Tabak, Wolle, Gewürzen und Stoffen durch den Dresdner Stadtbaurat Hans Erlwein erbaut, nach dem es aber erst in neuerer Zeit benannt wurde. Da er weithin sichtbar in unmittelbarer Nähe der Innenstadt steht, versuchte Erlwein, die Wirkung der großen Gebäudemasse durch die Form typisch barocker Bürgerhäuser und die kleinteilige Dachlandschaft im Stadtbild abzumildern. Das Gebäude wurde nach dem Baukastenprinzip in nur fünfzehn Monaten als Eisenbeton-Skelettbau errichtet und bot eine Nutzfläche von circa 19.800 Quadratmetern bei einer Breite von 36 Metern, 76 Metern Länge und einer Höhe bis zum Dachfirst von rund 39,50 Metern.
Der Erlweinspeicher wurde noch bis 1991 genutzt, wenngleich durch undichte Dächer und Fenster die Bausubstanz in den oberen Etagen stark in Mitleidenschaft gezogen war. Nutzungsüberlegungen der 1990er Jahre, z. B. für die Landesbibliothek als neuer Standort scheiterten, da der Freistaat Sachsen nicht bereit war, auf sein Konzept der Zusammenlegung von Landesbibliothek und der Bibliothek der TU Dresden sowie anderer Hochschulen Dresdens zu verzichten. Nach der Errichtung des Neubaus der SLUB sowie der Entscheidung hinsichtlich des Neubaus des Kongresszentrums auf der Neuen Terrasse wurde die Hotelnutzung näher untersucht.
Von November 2004 bis zum Mai 2006 wurde der leerstehende Speicher durch die HOCHTIEF Solutions AG Niederlassung Berlin in ein Kongress-Hotel der „gehobenen Mittelklasse“ für die Maritim-Gruppe umgebaut, die auch das benachbarte Kongresszentrum, mit dem es verbunden ist, betreibt. Während des Umbaus wurde das denkmalgeschützte Gebäude innen entkernt, um Platz für ein durch alle Geschosse gehendes Atrium zu schaffen. Am 15. Mai 2006 fand die feierliche Eröffnung statt. Im 45. Maritim-Hotel sind 328 Zimmer, davon 31 Suiten, vorhanden.

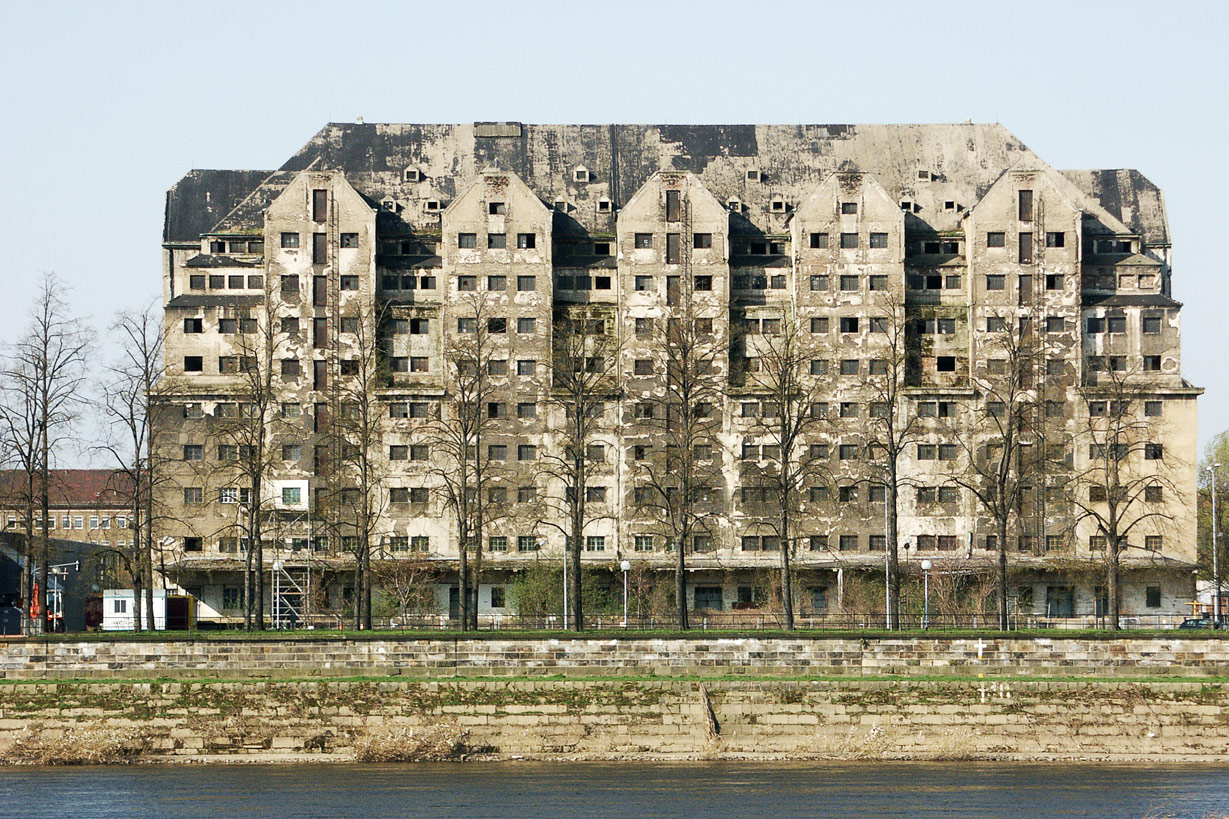
Vor der Restaurierung; links eine Probeachse mit Fenster
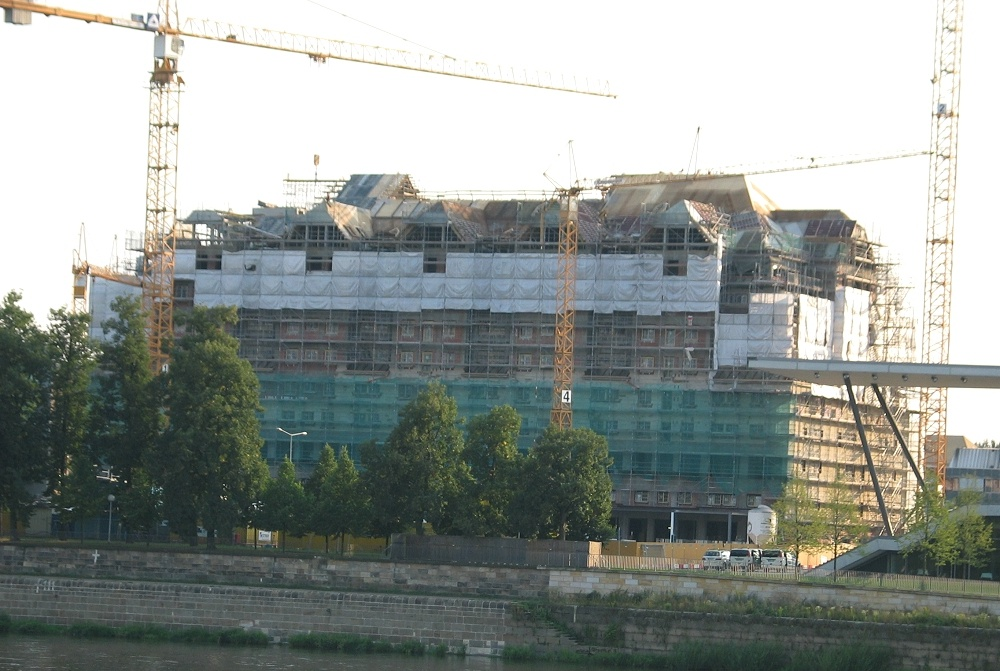
Während der Umbauphase im Jahr 2005
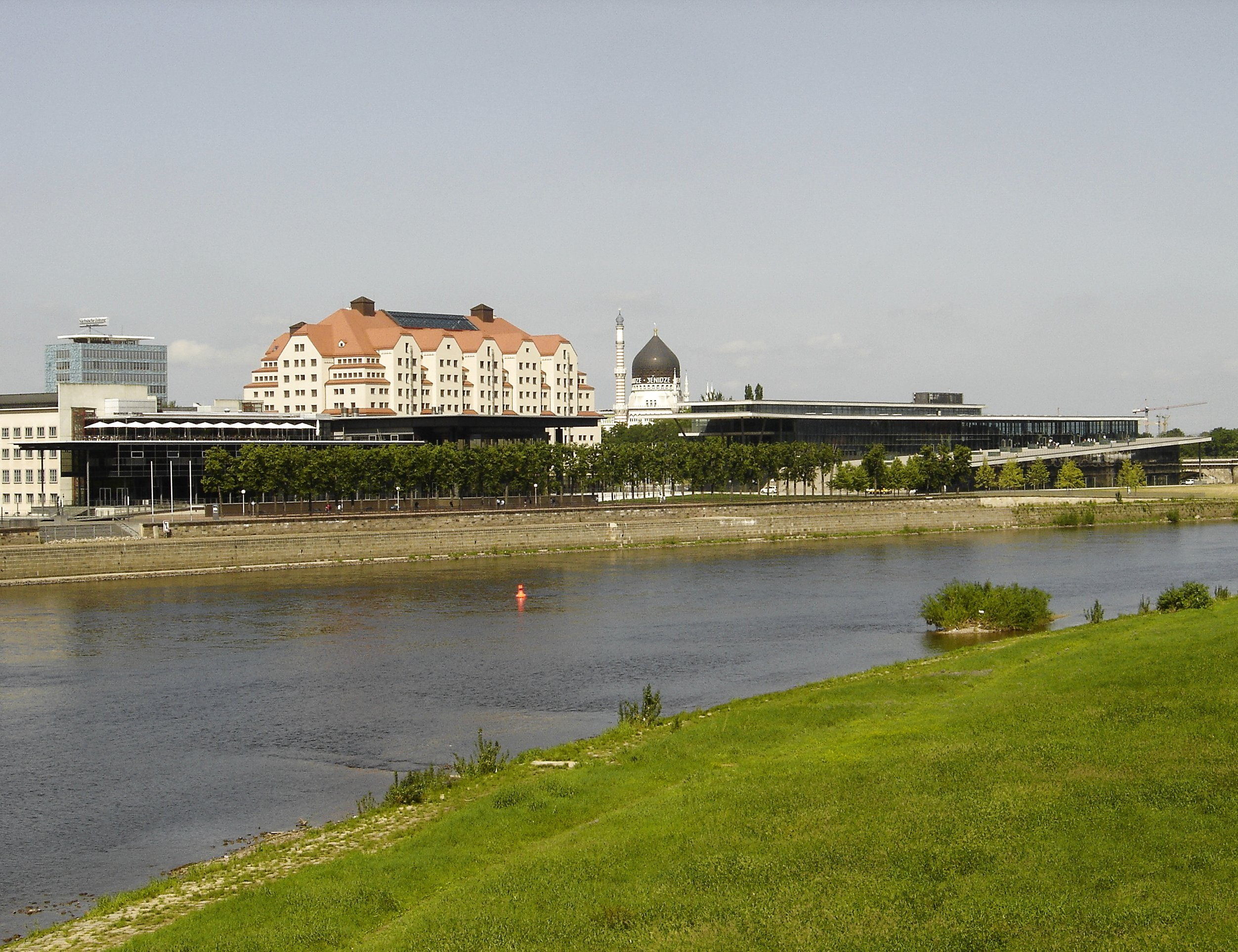
Gebäudeensemble Neue Terrasse (2006); im Hintergrund das Haus der Presse und die Yenidze
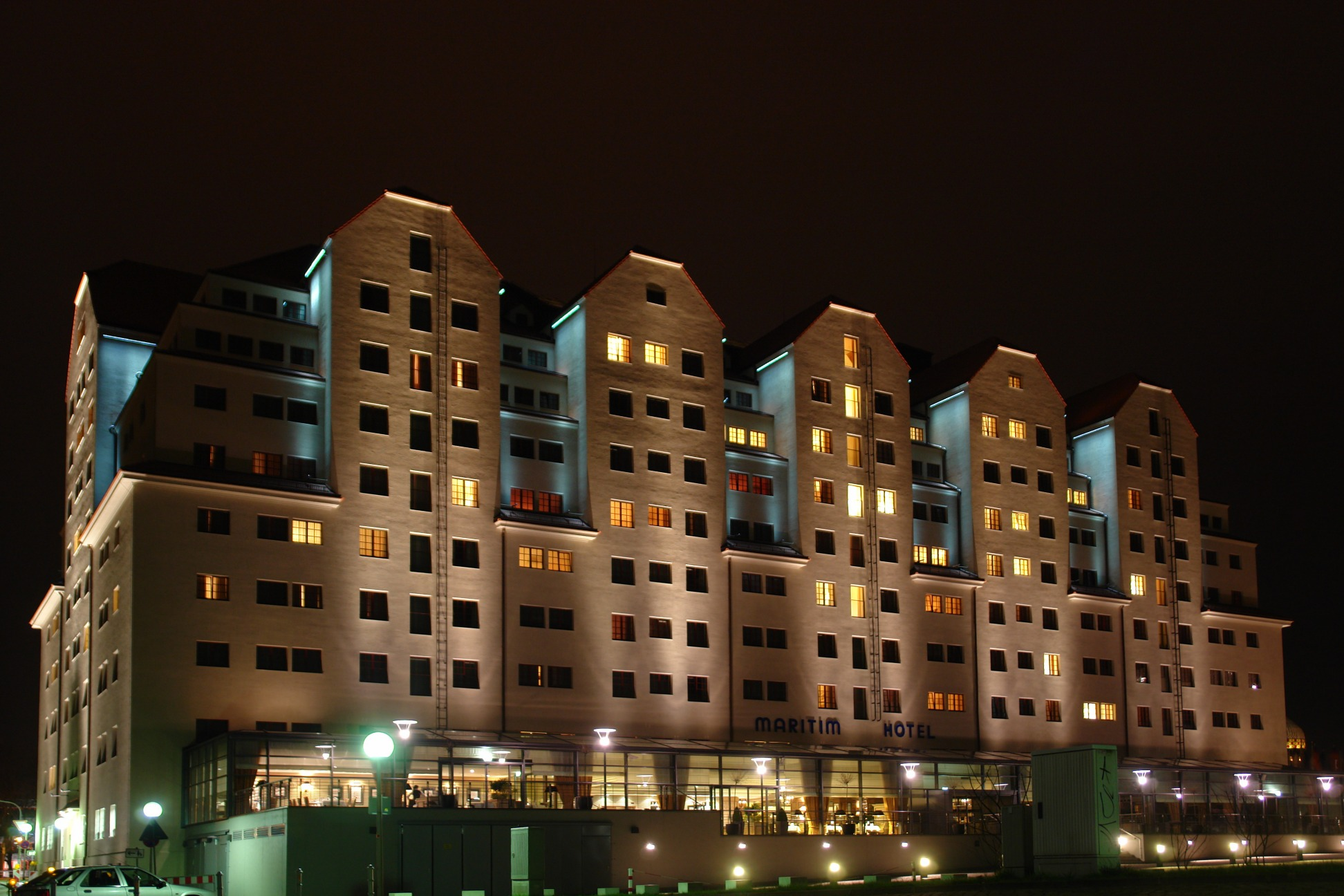
Renovierter Speicher bei Nacht
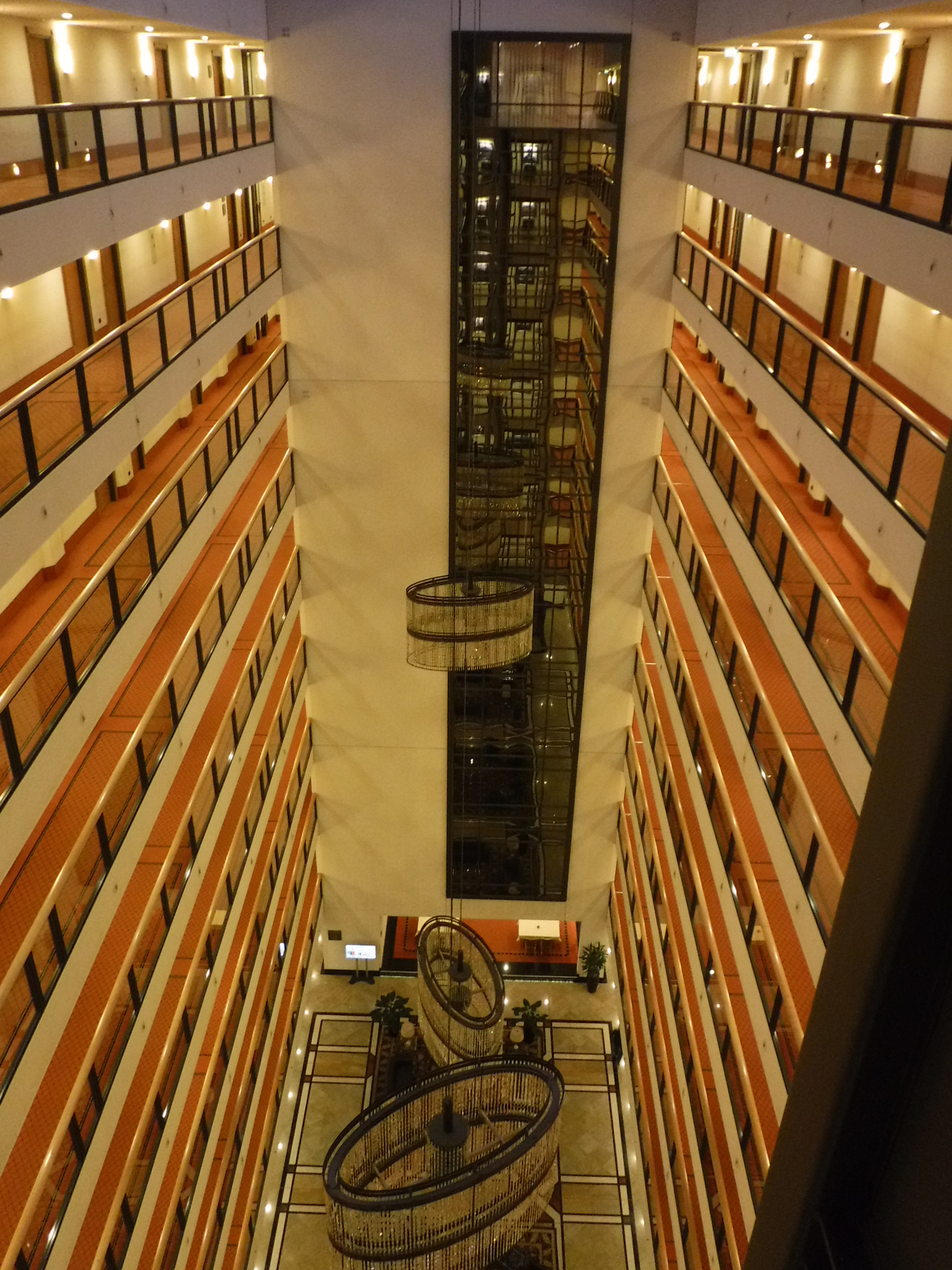
Lichthof des Hotels